# Confessio Bohemica

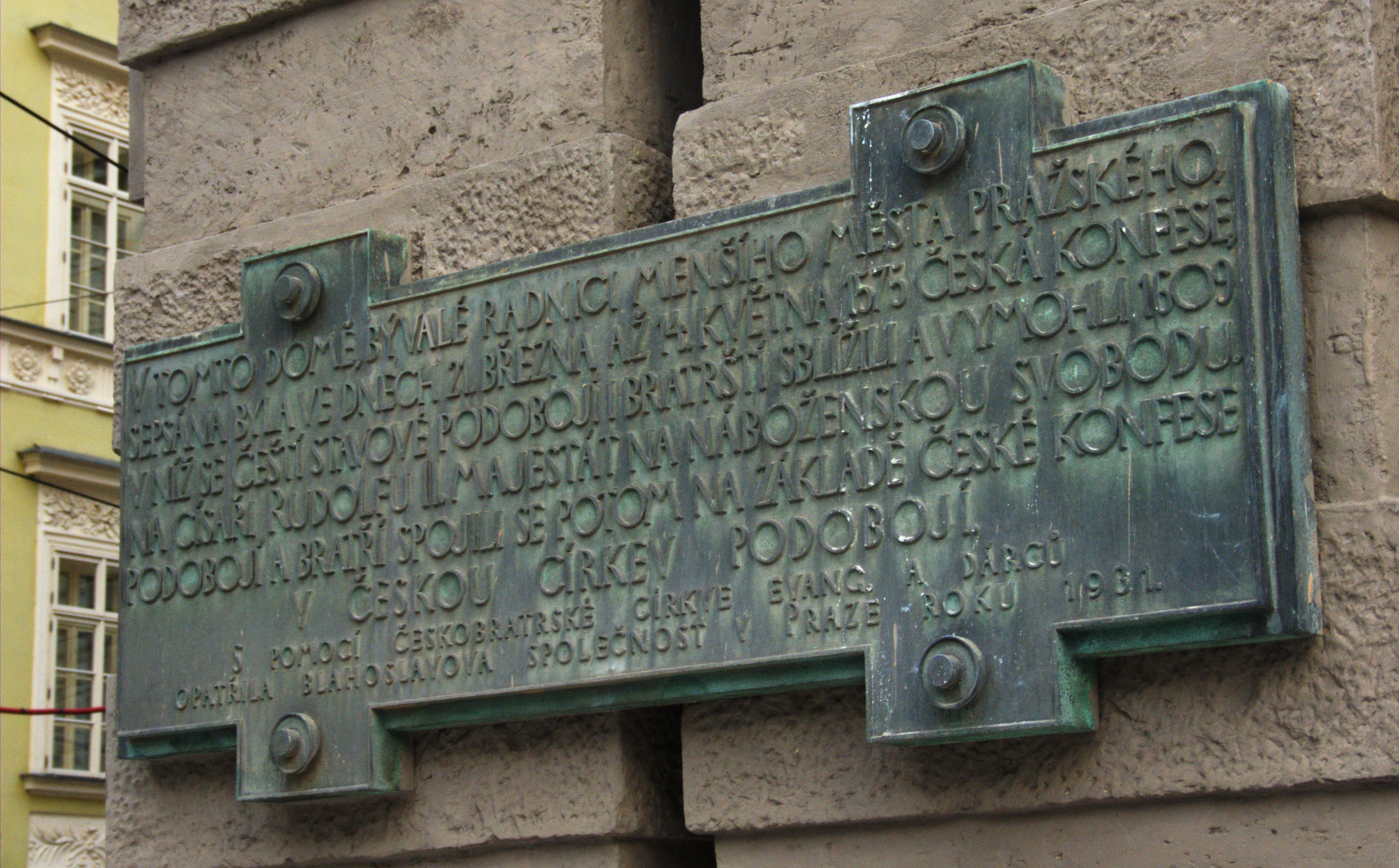
Gedenktafel am Kleinseitner Rathaus in Prag, wo die Confessio Bohemica verfasst wurde

Die Confessio Bohemica (dt. Böhmische Konfession, tschech. Česká konfese) ist eine evangelische Bekenntnisschrift.

## Entstehung
Sie entstand 1574/75 im Auftrag der nichtkatholischen Stände des Königreichs Böhmen. An ihrer Formulierung waren Theologen der verschiedenen im Lande vertretenen protestantischen Strömungen (vor allem Lutheraner, sowie in frühen Stadien auch die Böhmische Brüderunität) beteiligt. Theologisch lehnte man sich eng an die Confessio Augustana an. Ziel war die Schaffung eines einheitlichen für alle akzeptablen Bekenntnisses, das dem Kaiser zur Sanktionierung vorgelegt werden konnte. Damit wollten die Protestanten ihre rechtliche Anerkennung auf Landesebene erreichen, wie es im 15. Jahrhundert die Altutraquisten mit den Basler Kompaktaten geschafft hatten. In der Folge war der Aufbau einer unabhängigen protestantischen Kirchenorganisation geplant, die unter dem Einfluss der Stände stehen sollte. Die eigentlich durch den Frieden von Kuttenberg geschützten hussitischen Utraquisten schlossen sich dem Bekenntnis 1575 ebenfalls an, um gegenreformatorische Maßnahmen besser abwehren zu können.

## Weiterer Verlauf
Am 18. Mai 1575 wurde die Confessio Bohemica Kaiser Maximilian II. übergeben, welcher durch die anstehende Wahl seines Nachfolgers Rudolf II. und die immer noch drohende Gefahr durch die Osmanen die Unterstützung Böhmens brauchte. Entgegen der Erwartungen der böhmischen Stände akzeptierte der Kaiser die Bekenntnisschrift allerdings nur mündlich. Eine landesgesetzliche Verankerung des Protestantismus konnte nicht erreicht werden, wodurch es auch nicht zur Errichtung einer evangelischen Landeskirche in Böhmen kam.
Problematisch war auch, dass die Ende des 16. Jahrhunderts stärker um sich greifenden calvinistischen Tendenzen von den Aussagen der Böhmischen Konfession nicht gedeckt waren. Auch sonst kam es unter dem Dach der Böhmischen Konfession nicht zu einer wahren Vereinigung der unterschiedlichen protestantischen Bekenntnisse. Die Nebenländer der Böhmischen Krone waren überhaupt nicht mit einbezogen worden. In den deutschsprachigen Lausitzen und in Schlesien hielt sich die Mehrheit der Protestanten an die Confessio Augustana.
1609 konnten die evangelischen Stände Böhmens Kaiser Rudolf II. die Erteilung eines Majestätsbriefes abtrotzen, in dem das evangelische Bekenntnis gestattet wurde. Dieser Majestätsbrief wurde von Ferdinand II. nach der Schlacht am Weißen Berg (1620) für ungültig erklärt.

## Ausgaben
- Confessio Bohemica, hoc est, Confessio Sanctae Et Christianae Fidei, Omnium Trium Ordinum Regni Bohemiae, Corpus & Sanguinem Domini nostri Jesu Christi in Coenâ Sub Utraque specie accipientium. Prag [1619] (gedruckter lateinischer Originaltext).
- Aller drey evangelischen Ständ deß Königreichs Böhmen einhellige Glaubensbekantnuß, so sich zu dem Testament deß Leibs und Bluts ... Jesu Christi bekennen ... Amberg 1609 (deutsche Fassung der Confessio Bohemica).
- Alfred Eckert (Hrsg.): Böhmische Konfession = Confessio Bohemica. Wolfach-Kirnbach (Schwarzwald) 1976 (moderne Ausgabe in deutscher Sprache).
- Jiří Just, Martin Rothkegel: Confessio Bohemica. 1575/1609. In: Andreas Mühling und Peter Opitz im Auftrag der EKD (Hrsg.): Reformierte Bekenntnisschriften. Bd. 3/1: 1570–1599. Neukirchener Verlag Neukirchen-Vluyn 2012, S. 47–176 ISBN 978-3-7887-2528-0.